# Анори (Колумбия)
Анори (исп. Anorí) — город и муниципалитет на севере Колумбии, на территории департамента Антьокия. Входит в состав субрегиона Северо-Восточная Антьокия.

## История
Поселение, из которого позднее вырос город, было основано в 1808 году. Муниципалитет Анори был выделен в отдельную административную единицу в 1821 году.

## Географическое положение
Город расположен в северо-восточной части департамента, в гористой местности Центральной Кордильеры, на расстоянии приблизительно 96 километров к северо-востоку от Медельина, административного центра департамента. Абсолютная высота — 1522 метра над уровнем моря.

Муниципалитет Анори граничит на севере с муниципалитетами Тараса, Касерес и Сарагоса, на северо-западе — с муниципалитетами Вальдивия и Ярумаль, на западе — с муниципалитетом Кампаменто, на юге — с муниципалитетом Гуадалупе, на востоке и юго-востоке — с муниципалитетом Амальфи, на северо-востоке — с муниципалитетами Сеговия и Сарагоса. Площадь муниципалитета составляет 1430 км².

## Население
По данным Национального административного департамента статистики Колумбии, совокупная численность населения города и муниципалитета в 2012 году составляла 16 447 человек.
Динамика численности населения муниципалитета по годам:
| 2005   | 2006   | 2007   | 2008   | 2009   | 2010   | 2011   | 2012   |
| ------ | ------ | ------ | ------ | ------ | ------ | ------ | ------ |
| 15 016 | 15 190 | 15 407 | 15 605 | 15 812 | 16 025 | 16 237 | 16 447 |

Согласно данным переписи 2005 года мужчины составляли 50,6 % от населения Анори, женщины — соответственно 49,4 %. В расовом отношении белые и метисы составляли 96 % от населения города; негры, мулаты и райсальцы — 3,8 %, индейцы — 0,2 %.
Уровень грамотности среди населения старше 15 лет составлял 84,3 %.

## Экономика
Основу экономики Анори составляют животноводство, растениеводство, горнодобывающая промышленность и заготовка леса.

55,9 % от общего числа городских и муниципальных предприятий составляют предприятия торговой сферы, 33,3 % — предприятия сферы обслуживания, 5 % — промышленные предприятия, 5,8 % — предприятия иных отраслей экономики.